# Трібель
Трібель (нім. Triebel) — громада в Німеччині, розташована в землі Саксонія. Входить до складу району Фогтланд. Складова частина об'єднання громад Ельсніц.
Площа — 43,09 км2. Населення становить 1215 ос. (станом на 31 грудня 2020).